# 앤 미첨
앤 미첨(Anne Meacham, 1925년 7월 21일 ~ 2006년 1월 12일)은 미국의 연극 배우, 영화배우이다.
시카고에서 태어났으며 뉴욕에서 사망하였다. 사인은 질병이다.

## 영화
- 지옥의 여왕 (1974년)
- 릴리스 (1964년)